# Fir River
Der Fir River ist ein 124 km langer linker Nebenfluss des Red Deer River im Osten der kanadischen Provinz Saskatchewan. „Fir“ ist der englische Name für Tannen.

## Verlauf
Der Fir River entspringt in den bewaldeten Pasquia Hills auf einer Höhe von etwa 710 m. Er fließt anfangs 8 km in Richtung Südsüdwest und anschließend 18 km nach Nordwesten. Ab Flusskilometer 98 fließt der Fir River nach Süden und später in Richtung Südsüdost. Bei Flusskilometer 65 befindet sich der Rastplatz „Fir River Road Recreation Site“ (⊙) am linken Flussufer. Knapp 10 Kilometer oberhalb der Mündung kreuzt der Manitoba Highway 3 den Flusslauf. Anschließend verläuft der Fir River westlich der Kleinstadt Hudson Bay und mündet schließlich in den Red Deer River.

## Hydrologie
Am saisonal betriebenen Abflusspegel 05LB007 3 km oberhalb der Mündung wird ein mittlerer Abfluss (MQ) von 2 m³/s gemessen. Der größte mittlere monatliche Abfluss tritt im Mai mit 5,31 m³/s auf. Das Einzugsgebiet des Fir River beträgt 511 km².